# Parábola de los viñadores homicidas

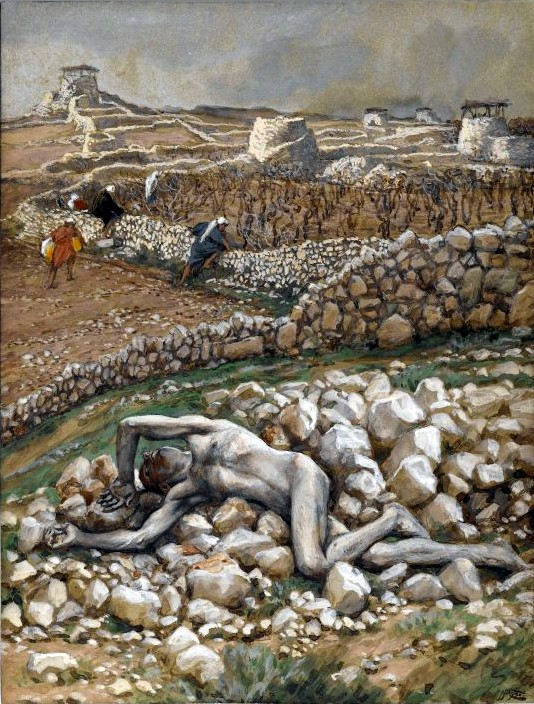
El hijo de la vid (Le fils de la vigne, c. 1886-1894), obra de James Tissot que se conserva en el Museo Brooklyn, ilustra el pasaje en que los viñadores asesinan al hijo del propietario de la viña y dejan su cuerpo insepulto fuera de la finca.

La parábola de los viñadores homicidas, llamada también parábola de los labradores malvados, parábola de los viñadores infieles, parábola de los pérfidos viñadores, parábola de la viña o parábola de la viña y los viñadores perversos, es una narración incluida en los tres evangelios sinópticos (Marcos 12,1-11; Mateo 21, 33-46; y Lucas 20,9-18) que la presentan en labios de Jesús de Nazaret. Con otra forma más breve, la parábola también se encuentra en el extracanónico Evangelio de Tomás.
Según Charles Harold Dodd y otros autores, la parábola ayuda a esclarecer las sentencias de Jesús en las que él predecía su propia muerte y los desastres que se desencadenarían sobre los judíos; es decir, la parábola expresa un juicio moral sobre la situación, y además implica un anuncio a futuro de la muerte de Jesús y del juicio que caería sobre sus asesinos.

## La parábola en el Nuevo Testamento
Con algunos matices, los tres evangelios sinópticos presentan la parábola para ilustrar la misma idea general. Un propietario que había plantado una viña la dejó en arriendo a unos cultivadores. Antes de ausentarse, hizo con los viñadores un contrato que estipulaba como pago de la renta una parte proporcional del producto. Llegado el tiempo de la cosecha, el propietario envió a sus servidores para exigir la renta. En respuesta, los labradores maltrataron a los siervos, insultándolos, golpeándolos, o incluso matándolos. En vistas de la gravedad de la situación, el propietario envió a su propio hijo para solucionar la cuestión, suponiendo que inspiraría en los viñadores el respeto que no habían tenido con anterioridad. Pero los arrendatarios percibieron en ello la oportunidad de apoderarse de la propiedad y, de resultas de esa conspiración maliciosa, asesinaron al hijo del propietario y abandonaron su cuerpo insepulto fuera de la viña.
A continuación se incluyen las tres versiones de la parábola, tal como se encuentran en el Nuevo Testamento (Biblia de Jerusalén, 1998).
| Mateo 21, 33-46 "Escuchad otra parábola. Era un propietario que plantó una viña, la rodeó de una cerca, cavó en ella un lagar y edificó una torre; la arrendó a unos labradores y se ausentó. Cuando llegó el tiempo de los frutos, envió sus siervos a los labradores para recibir sus frutos. Pero los labradores agarraron a los siervos, y a uno le golpearon, a otro le mataron, a otro le apedrearon. De nuevo envió otros siervos en mayor número que los primeros; pero los trataron de la misma manera. Finalmente les envió a su hijo, diciendo: "A mi hijo le respetarán." Pero los labradores, al ver al hijo, se dijeron entre sí: "Este es el heredero. Vamos, matémosle y quedémonos con su herencia." Y, agarrándole, le echaron fuera de la viña y le mataron. Cuando venga, pues, el dueño de la viña, ¿qué hará con aquellos labradores?" Dícenle: "A esos miserables les dará una muerte miserable y arrendará la viña a otros labradores, que le paguen los frutos a su tiempo." Y Jesús les dice: "¿No habéis leído nunca en las Escrituras: La piedra que los constructores desecharon, en piedra angular se ha convertido; fue el Señor quien hizo esto y es maravilloso a nuestros ojos? Por eso os digo: Se os quitará el Reino de Dios para dárselo a un pueblo que rinda sus frutos." [Y el que cayere sobre esta piedra se destrozará, y a aquel sobre quien cayere, le aplastará.] Los sumos sacerdotes y los fariseos, al oír sus parábolas, comprendieron que estaba refiriéndose a ellos. Y trataban de detenerle, pero tuvieron miedo a la gente porque le tenían por profeta. | Marcos 12,1-11 Y se puso a hablarles en parábolas: "Un hombre plantó una viña, la rodeó de una cerca, cavó un lagar y edificó una torre; la arrendó a unos labradores, y se ausentó. Envió un siervo a los labradores a su debido tiempo para recibir de ellos una parte de los frutos de la viña. Ellos le agarraron, le golpearon y le despacharon con las manos vacías. De nuevo les envió a otro siervo; también a este le descalabraron y le insultaron. Y envió a otro y a este le mataron; y también a otros muchos, hiriendo a unos, matando a otros. Todavía le quedaba un hijo querido; les envió a este, el último, diciendo: "A mi hijo le respetarán". Pero aquellos labradores dijeron entre sí: "Este es el heredero. Vamos, matémosle, y será nuestra la herencia." Le agarraron, le mataron y le echaron fuera de la viña. ¿Qué hará el dueño de la viña? Vendrá y dará muerte a los labradores y entregará la viña a otros. ¿No habéis leído esta Escritura: La piedra que los constructores desecharon, en piedra angular se ha convertido; fue el Señor quien hizo esto y es maravilloso a nuestros ojos?" Trataban de detenerle - pero tuvieron miedo a la gente - porque habían comprendido que la parábola la había dicho por ellos. Y dejándole, se fueron. | Lucas 20,9-18 Se puso a decir al pueblo esta parábola: "Un hombre plantó una viña, la arrendó a unos labradores y se ausentó por mucho tiempo. "A su debido tiempo, envió un siervo a los labradores para que le diesen una parte del fruto de la viña. Pero los labradores le apalearon y le despacharon con las manos vacías. Volvió a enviar otro siervo, pero también a él le apalearon, le insultaron y le despacharon con las manos vacías. Tornó a enviar un tercero, pero también a este lo malhirieron y lo echaron. Dijo, pues, el dueño de la viña: "¿Qué haré? Voy a enviar a mi hijo querido; tal vez le respeten." Pero los labradores, al verle, se dijeron entre sí: "Este es el heredero; matémosle, para que la herencia sea nuestra." Lo echaron fuera de la viña y le mataron. "¿Qué hará ahora con ellos el dueño de la viña? Vendrá, dará muerte a estos labradores y entregará la viña a otros." Al oír esto, dijeron: "¡Dios no lo quiera!" Pero él, clavando en ellos la mirada, dijo: "Pues, ¿qué es lo que está escrito: La piedra que los constructores desecharon en piedra angular se ha convertido? Todo el que caiga sobre esta piedra se destrozará, y aquel sobre quien ella caiga quedará aplastado." |

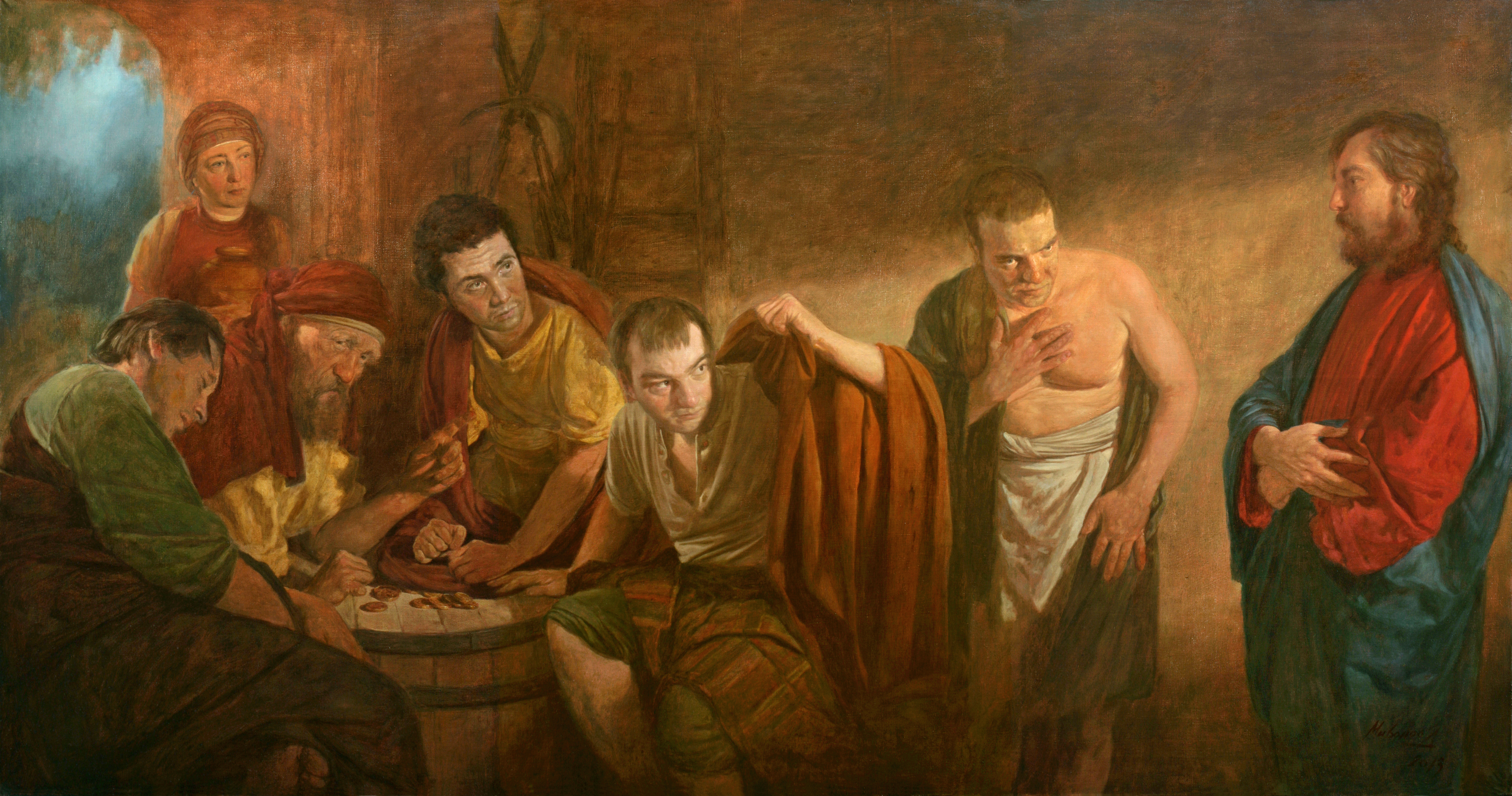
Parábola de los trabajadores perversos (Притча о злых виноградарях, 2013), del artista ruso Andrei N. Mironov. La obra pone de manifiesto la actitud conspirativa de los viñadores perversos frente al hijo del propietario de la viña.

De acuerdo con el método didáctico usado por Jesús de Nazaret al narrar una parábola en los evangelios, el relato finaliza con una pregunta que es muy similar en los tres evangelios sinópticos:

«Cuando venga, pues, el dueño de la viña, ¿qué hará con aquellos labradores?» (Mateo 21,40)
«¿Qué hará el dueño de la viña?» (Marcos 12,9).
«¿Qué hará ahora con ellos el dueño de la viña?» (Lucas 20,15)

En realidad, la pregunta quiere decir: «¿Qué es lo que merecen esos hombres?».
Resultaba previsible cómo terminaría la parábola, tanto si Jesús —en contra de su costumbre— respondía su propia pregunta (como se observa en el Evangelio de Marcos y en el Evangelio de Lucas), como si no la respondía (como se presenta en el Evangelio de Mateo). Este tipo de parábola tiene carácter de argumento e invita al oyente a juzgar sobre la situación descripta, desafiándole directamente o en forma implícita a aplicar ese juicio a la materia en cuestión. Y la respuesta obvia es que esos viñadores merecían lo peor: su crimen fue tal que todo hombre honesto y honrado lo consideraría un acto detestable por su baja calaña. Al responder, los líderes religiosos de Israel que oficiaban de destinatarios terminaron por autoincriminarse, lo que en el Evangelio de Mateo se pone de manifiesto por las palabras del propio evangelista quien comenta que trataron de detener a Jesús —porque habían comprendido que la parábola era para ellos— pero tuvieron miedo a la gente porque le tenían por profeta (Mateo 21,45-46).

## La parábola en elEvangelio de Tomás
El extracanónico Evangelio de Tomás también trae la parábola como un logion independiente y de forma más sencilla. Allí, el texto es mucho más acotado.

Dijo: «Un hombre honrado tenía una viña; la dio a los viñadores para que trabajaran en ella (y) él pudiera percibir las rentas. Envió a su siervo para que los viñadores le dieran la renta de la viña. Ellos prendieron al siervo, lo golpearon (y) casi lo remataron. El siervo se fue (y) lo contó al dueño. El dueño dijo: "Quizá él no los reconoció". Envió a otro siervo; los viñadores golpearon también a este. Entonces envió el dueño a su hijo, diciendo: "Quizá respeten a mi hijo". Aquellos viñadores, al enterarse de que era el heredero de la viña, lo agarraron y le dieron muerte. El que tenga oídos, oiga.»
Evangelio de Tomás 65

- El texto no contiene el detalle que aparece al comienzo de la parábola en el Evangelio de Mateo y en el Evangelio de Marcos («la rodeó de una cerca, cavó un lagar y edificó una torre»). Ese detalle, referido al cuidado de la viña, alude a un pasaje del Libro de Isaías 5,2, que tampoco está presente en el Evangelio de Lucas;
- En su final, el texto tampoco contiene la cita del Salmo 118, 22-23 («La piedra que los constructores desecharon, en piedra angular se ha convertido; fue el Señor quien hizo esto y es maravilloso a nuestros ojos»).

Según Gerd Theissen, esta versión parece más próxima al original que la de los sinópticos, porque está libre de referencias al Antiguo Testamento y de rasgos alegóricos.

## Carácter, significado y aplicación

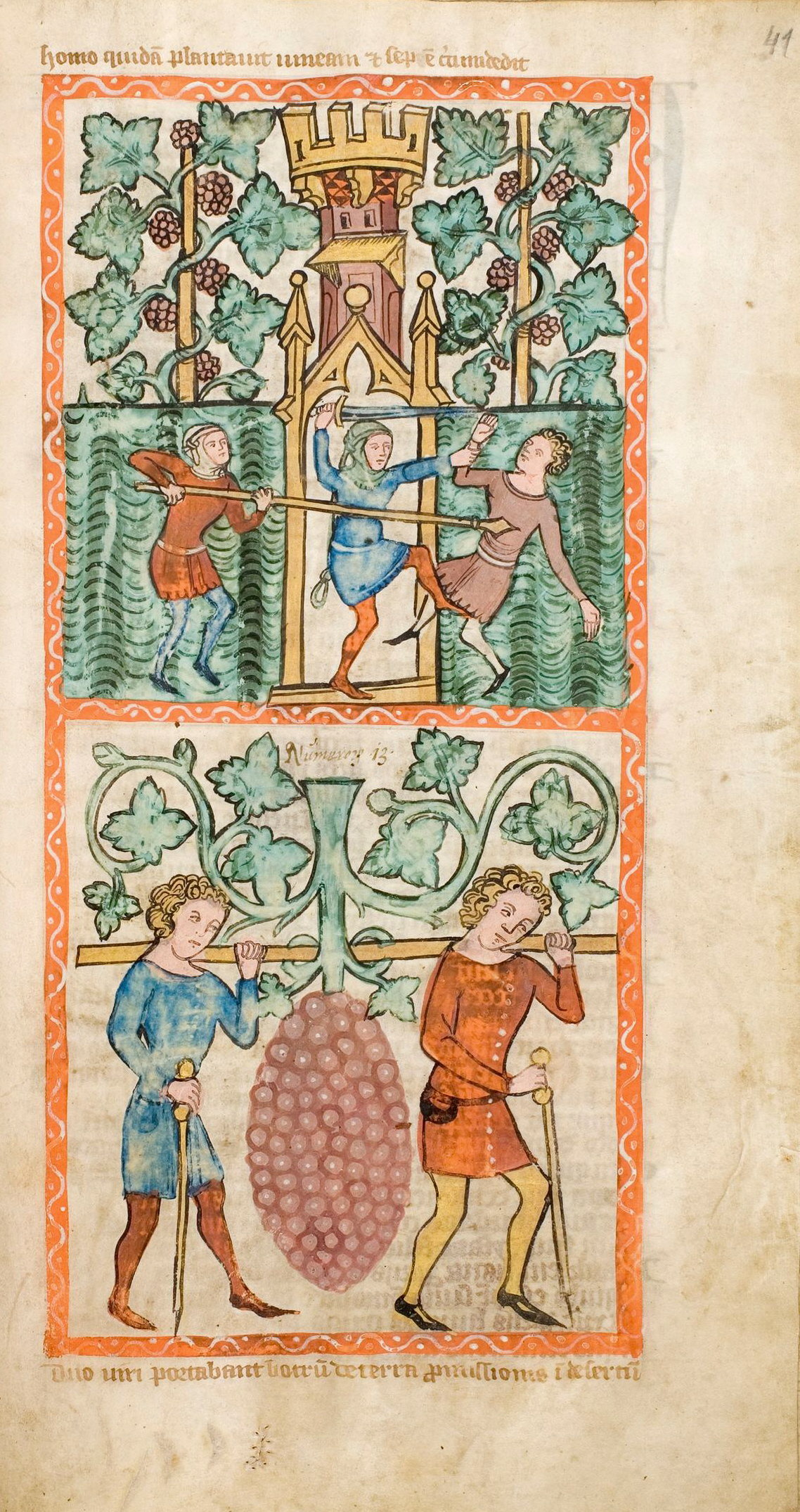
Speculum Humanae Salvationis (El espejo de la salvación humana, Colonia, c. 1360) fue una obra anónima ilustrada de teología popular muy difundida en la Baja Edad Media, que pertenece al género literario enciclopédico conocido como espejo, mediante el cual una realidad o imagen del Antiguo Testamento (llamada tipo) es vista como prefiguración de otra realidad del Nuevo Testamento (antitipo). La figura inferior representa el gigantesco racimo de uvas de Canaán, la tierra prometida. El racimo, supuestamente tan grande que los israelitas tuvieron que colgarlo de una vara para transportarlo entre dos personas (Números 13,23), era imagen de la abundancia de bendiciones de Dios para Israel. La figura superior representa la parábola de los viñadores homicidas, que significa la respuesta perversa de los líderes de Israel ante las bendiciones de Dios.

Se ha discutido si el pasaje de los viñadores homicidas es una alegoría o una parábola propiamente dicha. Una alegoría consiste en tomar una figura o un hecho narrado en un texto y aplicarlo para explicar un concepto abstracto, de manera que cada detalle del texto tenga correspondencia con un aspecto del concepto que se busca ilustrar. Se diferencia de la parábola, en la que el lector atiende el hecho que se narra en sí mismo. En la alegoría se desatiende el hecho relatado para buscar el significado de cada uno de los personajes o elementos que se mencionan, y así reedificar una enseñanza fuera del relato.

### Como alegoría
Algunos biblistas —como Adolf Jülicher primero y Rudolf Karl Bultmann después— interpretaron que el relato de los viñadores homicidas debería entenderse solamente como una alegoría creada por la Iglesia primitiva, es decir, «como un producto de la primitiva teología cristiana y no como una noticia auténtica de un discurso polémico de Jesús», «un producto de la comunidad».
El texto de los viñadores homicidas tal como lo presentan los evangelios sinópticos enlaza con el «Canto de la Viña» (Isaías 5, 1-7) y en tal sentido tiene algunos rasgos alegóricos, tal como enumera Joachim Jeremias:
- la viña es Israel, y constituye sin dudas el rasgo alegórico más fuerte. En efecto, la imagen de la viña también es puesta en labios de Jesús de Nazaret en la parábola de los dos hijos, y solía utilizarse de forma profética para simbolizar al pueblo de Israel (Isaías 5,1-7; Jeremías 2,21).
- los viñadores arrendatarios son los jefes y dirigentes de Israel;
- el propietario de la viña es Dios;
- los servidores mensajeros enviados por el propietario son los profetas;
- el hijo del propietario es Jesucristo;
- el castigo de los viñadores ilustra la repulsa de Israel;
- los otros labradores a quienes entregará la viña, es decir, el «otro pueblo» (Mateo 21,43) es la Iglesia de los paganos.

Según esta interpretación, la parábola de los viñadores homicidas podría no ser una parábola histórica de Jesús de Nazaret, sino una alegoría creada por la primitiva comunidad cristiana helenista. Favorece esta posición el hecho de que el mensaje es adverso a las autoridades del judaísmo del siglo I. En efecto, el pasaje parece hacer referencia a un juicio contra Israel, con el que la comunidad cristiana primitiva acusaba al judaísmo de entonces de haber sido infiel a la vocación que Dios le había confiado, lo que justificaba su separación de él. Un texto interpretado como alegoría puede ofrecer importantes desarrollos teológicos y hasta ser enriquecedor para la fe, pero esto es obra del que hace la exposición.
La interpretación alegórica del pasaje de los viñadores homicidas presenta algunas dificultades. En efecto, la parábola contrasta con lo acontecido realmente en dos puntos.
1. Primero, en ella los viñadores (la élite religiosa y política de Israel) matan al hijo, es decir, a Jesús. Pero si bien las autoridades religiosas de Israel instigaron la pena de muerte de Jesús, no podían darle muerte por sí mismos (Juan 18:31-32). Jesús fue ajusticiado por mano de los romanos en una cruz romana.
2. Jesús no padeció la muerte en Jerusalén, sino a las puertas de la ciudad, y su cadáver no fue «arrojado fuera» ni quedó insepulto como sugiere la parábola de los viñadores homicidas, sino que recibió sepultura (Juan 19:38-42).

De haber sido este pasaje una mera alegoría tardía creada por las comunidades cristianas, cabría esperar una mayor correspondencia entre el relato de la parábola y el destino final de Jesús, que al momento de la redacción de los evangelios era bien conocido.

### Como verdadera parábola
La posición de que la parábola de los viñadores homicidas era una mera alegoría fue desestimada por un gran número de biblistas contemporáneos, entre ellos C. H. Dodd, Joachim Jeremias, B. T. D. Smith, V. Taylor, y C. W. F. Smith, quienes indicaron que en su origen la parábola fue realmente pronunciada por Jesús, y que subsiguientemente fue alegorizada y expandida por la comunidad cristiana. Dodd sostuvo que «el relato en sus líneas principales es natural y absolutamente realista», aunque puedan existen algunas razones para pensar que la parábola fue objeto de cierta amplificación por parte de la Iglesia primitiva.
Según C. H. Dodd, el relato no es meramente alegórico: por el contrario, resulta sumamente verosímil si se tienen en cuenta las condiciones de la región en aquel tiempo. Palestina —y Galilea en particular— era una región descontenta que no se había pacificado por completo desde la rebelión de Judas el Galileo en el año 6 d. C. La insatisfacción y hostilidad estaban en parte motivadas por causas económicas: las fincas importantes se hallaban frecuentemente en manos de terratenientes que solían practicar el absentismo, es decir, acostumbraban residir fuera de la localidad en que radicaban sus posesiones y propiedades, y usaban sus campos como meras fuentes de explotación. Esto permite suponer un descontento agrario incentivado por los sentimientos nacionalistas. Los papiros de Zenón del siglo III a. C. ofrecen indicios claros de que el cobro de los impuestos solía generar conflictos. La actitud de rebelión de los viñadores y su ataque a los servidores del dueño no parecen ser en modo alguno un producto de la imaginación, sino que responden a la realidad social de aquel tiempo.

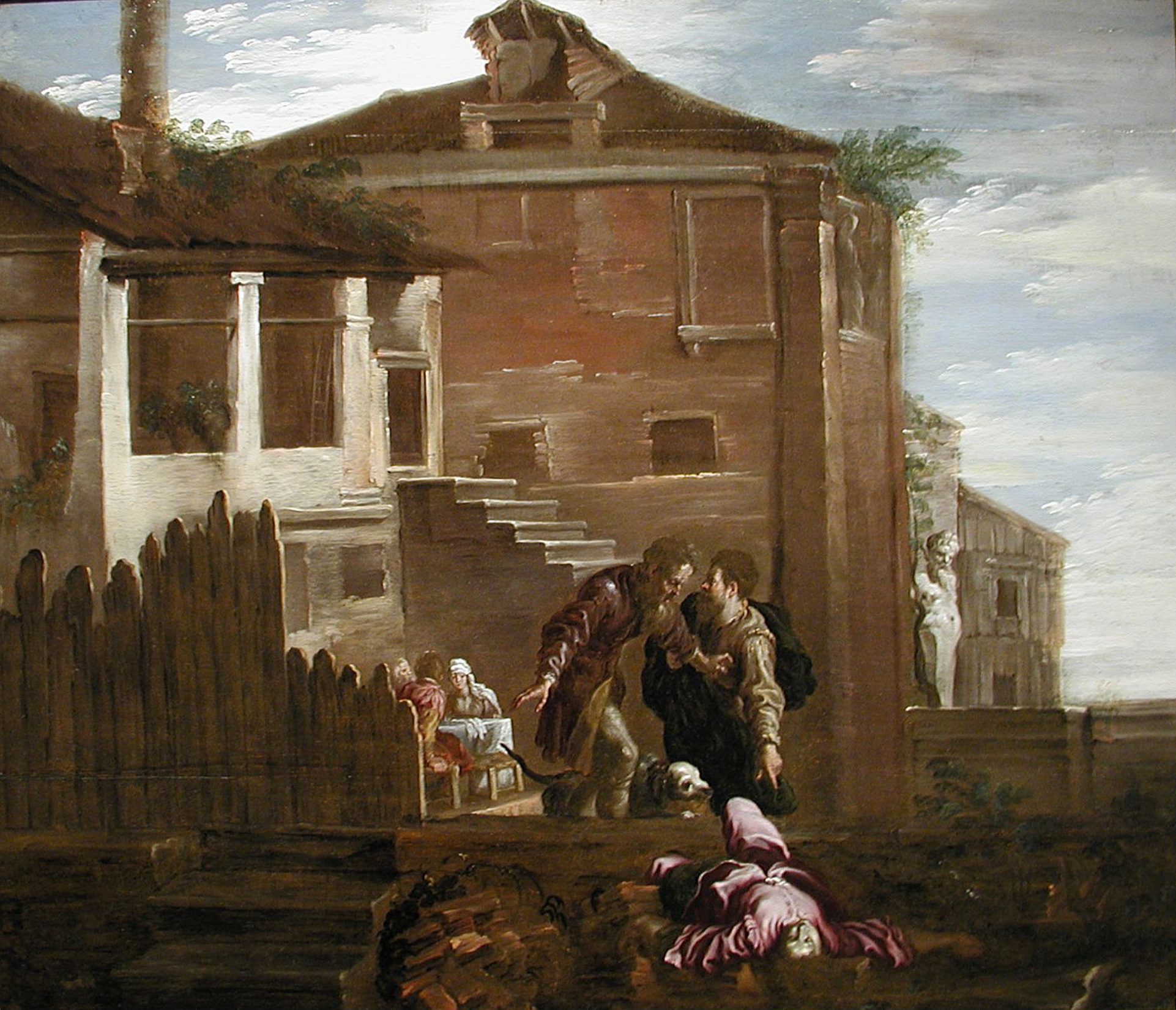
Parábola de los viñadores homicidas (ca. 1620), óleo sobre tela de Domenico Fetti. Currier Museum of Art, Mánchester (Nuevo Hampshire).

Se presentaban todas las condiciones para que la negativa a pagar la renta fuera el preámbulo del homicidio y de la ocupación violenta de la tierra por los campesinos. El plan de los viñadores para asesinar al hijo del propietario no carece de realismo. En efecto, si alguien moría sin hacer testamento, sus propiedades se consideraban terrenos no ocupados que pasaban a dominio del primero que los reclamara; los arrendatarios de la viña estaban en mejor situación que nadie para apoderarse de esas tierras a título de ocupación.
En ese sentido, Dodd indicó que la parábola coadyuva al esclarecimiento de las sentencias de Jesús que predicen su propia muerte y los desastres que sobrevendrían sobre los judíos: expresa un juicio moral sobre la situación de entonces, y el anuncio de la muerte de Jesús y del juicio que caería sobre sus asesinos.

Lo mismo que el alevoso asesinato del hijo por parte de los arrendatarios tendrá como consecuencia la intervención cierta del dueño de la viña, así ocurrirá también con el asesinato -planeado- de Jesús, [...] asesinato que provocará el juicio sobre los jefes responsables del pueblo.
Martin Hengel

La comparación de los textos de los tres evangelios sinópticos permite establecer que los rasgos alegóricos, que se encuentran ya en la versión del Evangelio de Marcos pero especialmente en el Evangelio de Mateo, son posteriores a la formulación inicial de la parábola. Ya antes del descubrimiento del Evangelio de Tomás en diciembre de 1945 en el pueblo de Nag Hammadi, a unos 100 km de Luxor, Joachim Jeremías había sugerido que la alegorización de la parábola que se puede observar crecientemente en los evangelios sinópticos constituye una señal de su interpretación secundaria por parte de las primeras comunidades cristianas. Esta hipótesis se consolidó al hallarse la versión del Evangelio de Tomás. Distintos biblistas como Joachim Jeremias, Jacques-É. Ménard, Robert McLachlan Wilson y John Dominic Crossan consideraron el esquema global de la parábola conservado en el Evangelio de Tomás como la forma primitiva en la que la habría pronunciado Jesús de Nazaret. Joseph A. Fitzmyer piensa que no se puede probar que el Evangelio de Tomás sea independiente de la tradición primitiva, pero que es probable que en este caso conserve una tradición autónoma, o sea, una forma más primitiva de la parábola.